# Віла-Мадалена (станція метро Сан-Паулу)
23°32′47.8″ пд. ш. 46°41′27.1″ зх. д. / 23.546611° пд. ш. 46.690861° зх. д.
Віла-Мадалена (порт. Estação Vila Madalena) — станція метро Сан-Паулу, розташована на Лінії 2 (зелена) в окрузі Алту-ді-Піньєрус на південному сході міста. Станція була відкрита 21 листопада 1998 року. На станції заставлено тактильне покриття. 